# Phenylessigsäuremethylester
Phenylessigsäuremethylester ist der Ester der Phenylessigsäure mit Methanol. Es handelt sich um eine angenehm nach Honig riechende Flüssigkeit und ist auch einer der flüchtigen Aromastoffe im Honig.

## Darstellung
Die Synthese von Phenylessigsäuremethylester gelingt über die Veresterung von Phenylessigsäure. Die Veresterung kann auf verschiedenen Wegen geführt werden. Hierzu zählen die saure alkoholische Veresterung mit Methanol und Salzsäure (HCl)
{\displaystyle \mathrm {Ph{-}CH_{2}{-}COOH\ +\ CH_{3}OH\ {\xrightarrow {HCl}}\ \ Ph{-}CH_{2}{-}COOCH_{3}\ +\ H_{2}O} }
Ph = Phenyl
die Veresterung des Säurechlorids der Phenylessigsäure mit Methanol
{\displaystyle \mathrm {Ph{-}CH_{2}{-}COCl\ +\ CH_{3}OH\ {\xrightarrow {LS}}\ \ Ph{-}CH_{2}{-}COOCH_{3}\ +\ HCl} }
Ph = Phenyl, LS = Lewis-Säure
sowie die Oxidation von Benzylchlorid.

## Eigenschaften
Phenylessigsäuremethylester ist eine farblose Flüssigkeit. Der Siedepunkt bei Normaldruck liegt bei 217 °C. Die Dampfdruckfunktion ergibt sich nach Antoine entsprechend log10(P) = A−(B/(T+C)) (P in bar, T in K) mit A = 3,899, B = 1545 und C = −87,84 im Temperaturbereich von 60 bis 160 °C. Die molare Verdampfungsenthalpie beträgt bei 25 °C 57,36 kJ·mol−1. Der Flammpunkt liegt bei 91 °C.

## Verwendung
Phenylessigsäuremethylester wird zur Herstellung von Parfüm und Aromen (Honigaroma) verwendet.